# Jaapiella volvens
Jaapiella volvens är en tvåvingeart som beskrevs av Rubsaamen 1917. Jaapiella volvens ingår i släktet Jaapiella och familjen gallmyggor. Inga underarter finns listade i Catalogue of Life.